# 摩那塔 (南卡罗来纳州)
摩那塔（英文：Monetta），是美国南卡罗来纳州下属的一座城市。城市类型是“Town”。其面积大约为0.74平方英里（1.91平方公里）。根据2010年美国人口普查，该市有人口236人，人口密度约为每平方 英里320.22人（约合每平方公里123.64人）。